# Гімнофобія
Гімнофобія (дав.-гр. γυμνόςφόβος) — це страх (фобія) оголеності.

## Симптоми
Гімнофобіки відчувають занепокоєння через оголеність, навіть якщо вони усвідомлюють, що їхній страх ірраціональний. Вони можуть турбуватися про те, що бачать інших голими, або їх бачать голими, або і те, і інше. Їхній страх може походити від дисморфії тіла, травми або загального занепокоєння щодо сексуальності, від страху, що вони фізично неповноцінні, або від страху, що їхня оголеність залишає їх присоромленими, без одягу та незахищеними.
Гімнофобія відноситься до справжнього страху перед оголеністю, але більшість хворих із захворюванням навчаються функціонувати в суспільстві, незважаючи на стан. Вони можуть, наприклад, уникати погано підігнаного, низькоякісного та відкритого одягу, роздягалень, туалетів, душових, спортзалів, гуртожитків, готельних номерів, медичних установ, засобів безпеки, басейнів і пляжів. Це стосується будь-якого місця, де можна встановити двосторонні дзеркала та приховані камери, а також використовувати телефони чи пристрої для запису. Однак стан можна розглядати як іпохондрію або тривожний розлад, якщо людина не може контролювати фобію або вона заважає її повсякденному життю та медичним оглядам.

## Етимологія
Термін гімнофобія походить від дав.-гр. γυμνός — gumnos, «голий» і φόβος — phobos, «страх». Фобія, яка значною мірою збігається з гімнофобією, є дисхабіліофобією, яка є страхом роздягатися перед іншими.

## У художній літературі
Гімнофобію порівнюють із вигаданим станом «ніколи не бути оголеним», зображеним у комедійному серіалі «Затриманий розвиток».